# Wadym Czeczuro
Wadym Czeczuro, lub Wadim Czeczuro, ukr. Вадим Чечуро (ur. 4 listopada 1968) – ukraiński koszykarz występujący na pozycjach rzucającego obrońcy lub niskiego skrzydłowego, po zakończeniu kariery zawodniczej trener koszykarski.
6 lutego 2019 został trenerem ENEI AZS Poznań. 10 maja dołączył do Politechniki Gdańskiej.

## Osiągnięcia

### Zawodnicze
Drużynowe
- Brązowy medalista mistrzostw Polski (2001/2002)

Indywidualne
- Lider PLK w skuteczności rzutów za 3 punkty (1999)[3]